# Un sogno perso
Un sogno perso è un film del 1992 diretto da Pasquale Scimeca.
La storia è divisa in tre episodi, ambientata negli anni cinquanta a Caltanissetta. Tra i protagonisti c'è Francesco Benigno. 

## Trama

### Filosofiana
Vito trova nella terra che ha comprato un antico vaso appartenente alla tomba di Eschilo, che morì a Gela nel 466 a.C.

### I figli
Due ragazzi campagnoli vanno in città in cerca di ragazze, ma vengono disturbati da un terribile terremoto.

### Ritorno
Lorenzo dopo essere emigrato in Germania, torna dopo tanti anni con la figlia Elvira con un problema di tossicodipendenza.